# Pausanias van Macedonië
Pausanias (Oudgrieks: Παυσανίας / Pausanías), was de zoon van Aeropus II van Macedonië. Toen zijn vader in 396 v.Chr. aan een ziekte overleed, werd Archelaus II van Macedonië koning van Macedonië. Echter in 393 v.Chr. werd deze vermoord en hierna werd de zoon van Menelaus van Macedonië gekozen als Amyntas II van Macedonië. Er braken toen onlusten uit en Amyntas II werd binnen een paar maanden vermoord. Hierna werd Pausanias eindelijk tot koning gekozen. Pausanias stierf echter dat jaar nog waarna Amyntas III van Macedonië tot nieuwe koning werd gekozen.

## Referentie
- Artikel Pausanias (Makedonien) op de Duitstalige Wikipedia (2007).

## Antieke bron
- Diodorus Siculus, XIV 84.6, 89.2.